# Handduksdagen
Handduksdagen eller Towel Day är en dag som firas till minne av författaren Douglas Adams. Den infaller den 25 maj varje år och firades första gången 2001, två veckor efter författarens död.
Högtiden firas genom att man bär med sig en handduk hela dagen, vart man än går.
Namnet på högtidsdagen kommer sig av att handdukar är ett viktigt inslag i Adams science fiction-serie Liftarens guide till galaxen; exempelvis betonas vikten att alltid ha med sig en handduk för att bofasta då antar att man haft allt annat nödvändigt bagage, men blivit av med det varför den bofaste då lånar ut lite vad som helst till liftaren, samt att handduken kan användas för att torka sig med, som segel till en liten flotte och till många andra viktiga saker.
Ett citat från kapitel tre i Douglas Adams bok Liftarens guide till galaxen beskriver hur viktig handduken är:
En handduk, står det, är utan all konkurrens det mest användbara föremål den interstelläre liftaren kan ha med sig. Å ena sidan har den stort praktiskt värde – man kan svepa den om sig när man reser över Jaglan Betas kalla månar, man kan ha den under sig när man ligger i marmorsanden i Santraginus V:s soldränkta stränder och inandas de mättade ångorna från havet, man kan dra den över sig när man sover en natt under de röda stjärnor som lyser så starkt över Kakrafoons ökenland, använda den som segel på en liten flotte nedför den väldiga, långsamma floden Moth, doppa den i vatten och använda den som tillhygge i slagsmål, svepa den runt huvudet för att skydda sig mot giftiga gaser eller mot en blick från den Dreglande Dånfinken på Traal (ett osannolikt enfaldigt djur; det tror nämligen att om du inte kan se det, kan inte det se dig – ett verkligt dumt djur alltså, men mycket mycket glupskt), man kan vinka med sin handduk som nödsignal och slutligen torka sig med den om den fortfarande är tillräckligt ren.

Å andra sidan, och det är än viktigare, kan en handduk ha ett oskattbart psykologiskt värde. Om till exempel en kloss (kloss = fastboende; icke-liftare) upptäcker att en liftare har en egen handduk tror han av någon anledning automatiskt att liftaren också innehar tandborste, tvättlapp, tvål, en burk med skorpor, fältflaska, karta och kompass, snören, myggspray, regnkläder, rymddräkt, etc, etc. Det blir då så mycket lättare för klossen att låna liftaren någon av dessa eller ett dussin andra artiklar som han händelsevis råkat ”förlora”? Klossen kommer att tro att en man som kan lifta kors och tvärs genom galaxen, leva som fåglarna på marken, kämpa mot dåliga odds och ta sig fram, men ändå vet var han har sin handduk, en sådan man är någonting att räkna med.
Flera nyhetskällor världen över har nämnt Handduksdagen, såsom de norska tidningarna Aftenposten och NRK Nyheter, liksom National Public Radio, Los Angeles. Handduksdagen har också förekommit i många mindre media, särskilt svenska tidningar och nyhetssajter på webben.